# Smerč
BM-30 Smerč (rus,: Смерч, »tornado«) ali 9A52-2 Smerč-M je sovjetski težki večcevni raketomet, ki so ga zasnovali v zgodnjih 1980-ih. V uporabo je vstopil leta 1989 pri Sovjetski vojski. Izvozili so ga v okrog 15 drugih držav. Smerč se je bojno uporabljal leta 2014 v nemirih v Siriji in Ukrajini.
Naslednik Smerča bo najverjetneje Tornado. 

## Raketni projektili
| Različica | Različica                               | Rakete | Rakete  | Bojna glava | Bojna glava                                    | Čas samouničitve | Doseg | Doseg |
| Ime       | Tip                                     | Teža   | Dolžina | Teža        | Podstrelivo                                    | Čas samouničitve | Min.  | Max.  |
| --------- | --------------------------------------- | ------ | ------- | ----------- | ---------------------------------------------- | ---------------- | ----- | ----- |
| 9M55K     | Kasetna bomba, proti pehoti             | 800 kg | 7,6 m   | 243 kg      | 72 × 1,75 kg, vsak s 96 fragmenti (4,5 g vsak) | 110 s            | 20 km | 70 km |
| 9M55K1    | Kasetna bomba, proti oklepnim vozilom   | 800 kg | 7,6 m   | 243 kg      | 5 × 15 kg                                      |                  | 20 km | 70 km |
| 9M55K4    | Kasetna bomba, proti tankom             | 800 kg | 7,6 m   | 243 kg      | 25 × 5 kg min                                  | 24 ur            | 20 km | 70 km |
| 9M55K5    | HEAT/Visoko-eksplozivno fragmentacijska | 800 kg | 7,6 m   | 243 kg      | 646 × 0,25 kg                                  | 260 s            | 20 km | 70 km |
| 9M55F     | Visokoesplozivna fragmentacijska        | 800 kg | 7,6 m   | 258 kg      |                                                |                  | 20 km | 70 km |
| 9M55C     | Termobarična                            | 800 kg | 7,6 m   | 243 kg      |                                                |                  | 20 km | 70 km |
| 9M528     | Visokoesplozivna fragmentacijska        | 815 kg | 7,6 m   | 243 kg      | 7,6 m                                          |                  | 25 km | 90 km |

- Ukrajinski BM-30 Smerč
- Kuvajtski BM-30 Smerč
- Indijski BM-30